# The Kingdoms of Ruin
Королівства руїн  (яп. はめつのおうこく, Hametsu no Ōkoku, The Kingdoms of Ruin) — манґа, написана та ілюстрована Йорухаші. Серіалізація почалася у журналі Monthly Comic Garden видавництва Mag Garden у квітні 2019 року. Аніме-адаптація у форматі телевізійного серіалу, створена студією Yokohama Animation Laboratory, транслювалася з жовтня по грудень 2023 року.

## Сюжет
Протягом століть люди і відьми жили в союзі, де відьми використовували магію, щоб допомагати людям. Однак, коли люди зрештою розвинули науку, яка часом могла перевершити магію, Імперія Редія несподівано оголосила відьом застарілими й наказала їх знищити. Відьма Хлоя виростила людського сироту Адоніса та навчила його магії. Коли її схопили і стратили, Адоніс поклявся помститися людству. Хоча його прагнення помсти заповнило його ненавистю та зробило дуже замкнутим, Адоніс згодом об'єднується з відьмою Дорокою, яка починає закохуватися в нього.

## Персонажі
Адоніс (яп. アドニス, Adonisu)
Сейю: Кайто Ісікава, Юка Терасакі
Дорока (яп. ドロカ)
Сейю: Азумі Вакі
Хлоя (яп. クロエ, Kuroe)
Сейю: Руоко Шіраїсі
Ямато (яп. ヤマト)
Сейю: Сатоші Хіно
Юкі (яп. ユキ)
Сейю: Хікару Тоно
Шіроусаґі (яп. シロウサギ)
Сейю: Кішо Таніяма

## Медіа

### Манґа
Написана та ілюстрована Йорухаші, Королівства руїн розпочала серіалізацію в журналі сьонен-манґи Monthly Comic Garden видавництва Mag Garden 5 квітня 2019 року. Це сиквел до попередньої роботи автора, Королівства Калібурна (яп. 剣の王国, Tsurugi no Ōkoku). Також манґа серіалізується на вебсайтах Manga Doa, Mag Comi і pixiv Comic. Станом на січень 2025 року було випущено дванадцять томів танкобонів. У квітні 2020 року компанія Seven Seas Entertainment оголосила, що отримала ліцензію на публікацію серії англійською мовою.
| №  | Дата виходу      | ISBN                   |
| -- | ---------------- | ---------------------- |
| 1  | 10 жовтня, 2019  | ISBN 978-4-800-00901-2 |
| 2  | 10 лютого, 2020  | ISBN 978-4-800-00937-1 |
| 3  | 7 серпня, 2020   | ISBN 978-4-800-01001-8 |
| 4  | 10 лютого, 2021  | ISBN 978-4-800-01048-3 |
| 5  | 10 серпня, 2021  | ISBN 978-4-800-01121-3 |
| 6  | 9 лютого, 2022   | ISBN 978-4-800-01172-5 |
| 7  | 9 вересня, 2022  | ISBN 978-4-800-01244-9 |
| 8  | 10 березня, 2023 | ISBN 978-4-800-01308-8 |
| 9  | 10 жовтня, 2023  | ISBN 978-4-800-01376-7 |
| 10 | 8 лютого, 2024   | ISBN 978-4-800-01420-7 |
| 11 | 11 липня, 2024   | ISBN 978-4-800-01473-3 |
| 12 | 9 січня, 2025    | ISBN 978-4-800-01540-2 |

### Аніме
Аніме-адаптацію у форматі телевізійного серіалу було оголошено 1 лютого 2023 року. Серіал створений студією Yokohama Animation Laboratory, режисером виступив Кейтаро Мотонаґа, за сценарій відповідав Такаміцу Коно, дизайн персонажів розробила Хіромі Като, а музику склали Мікі Сакураї, Шу Канемацу та Ханае Накамура. Він транслювався з 7 жовтня по 23 грудня 2023 року в програмному блоці Animeism на MBS, TBS і BS-TBS. Початковою темою є «Kieru Made» (яп. 消えるまで, "Until It Disappears")  Хани Хоуп, а завершальною темою є «Prayer» Who-ya Extended.
На Anime Expo 2023 компанія Crunchyroll оголосила, що отримала ліцензію на трансляцію серіалу за межами Азії. Medialink отримала ліцензію на серіал у Південній та Південно-Східній Азії і транслює його на YouTube-каналі Ani-One Asia.